# José Sastre
Pour les articles homonymes, voir Sastre.
José Sastre Perciba, né le 13 octobre 1908 à Barcelone (Catalogne, Espagne) et mort le 2 juin 1962 dans la même ville, est un footballeur international espagnol qui jouait au poste d'attaquant. Il passe sept saisons au FC Barcelone.

## Biographie

Le FC Barcelone, vainqueur de la Coupe d'Espagne de 1928. Debout : Forns (entr.), Mas, Castillo, Llorens, Walter, Guzmán, Carulla et Platko. Assis : Piera, Sastre, Samitier, Arocha et Sagi.

### Clubs
Né dans le quartier de Gràcia à Barcelone, José Sastre commence sa carrière avec les juniors du FC España en 1922. En 1923, le club change de nom et devient FC Gràcia. Sastre joue dans ce club jusqu'en 1926.
Ses bonnes performances l'amènent à être recruté par le FC Barcelone. Il joue au Barça jusqu'en 1933, disputant 167 matchs et marquant 116 buts. En 1928, il remporte la fameuse Coupe d'Espagne, dont la finale doit être répétée trois fois. Sastre marque le but décisif qui donne la Coupe au Barça.
En 1929, il fait partie de l'équipe du FC Barcelone qui remporte le premier championnat d'Espagne de l'histoire.
En 1932, il est recruté par l'Espanyol de Barcelone, mais une opération à l'estomac l'empêche de jouer beaucoup de matchs. En 1933, il retourne brièvement au FC Barcelone avant de jouer avec le Granollers SC, le Club français, le CF Badalona et enfin le Terrassa FC.
Un de ses maillots est exposé au Musée du FC Barcelone.

### Équipe nationale
José Sastre joue un match avec l'équipe d'Espagne, face à la Tchécoslovaquie, à Barcelone le 1er janvier 1930. Le match se termine sur le score de 1 à 0, but de Sastre.

### Entraîneur
José Sastre entraîne divers clubs catalans après sa carrière de joueur.

## Palmarès
- Champion d'Espagne en 1929 avec le FC Barcelone
- Vainqueur de la Coupe d'Espagne en 1928 avec le FC Barcelone